# Plancenoit

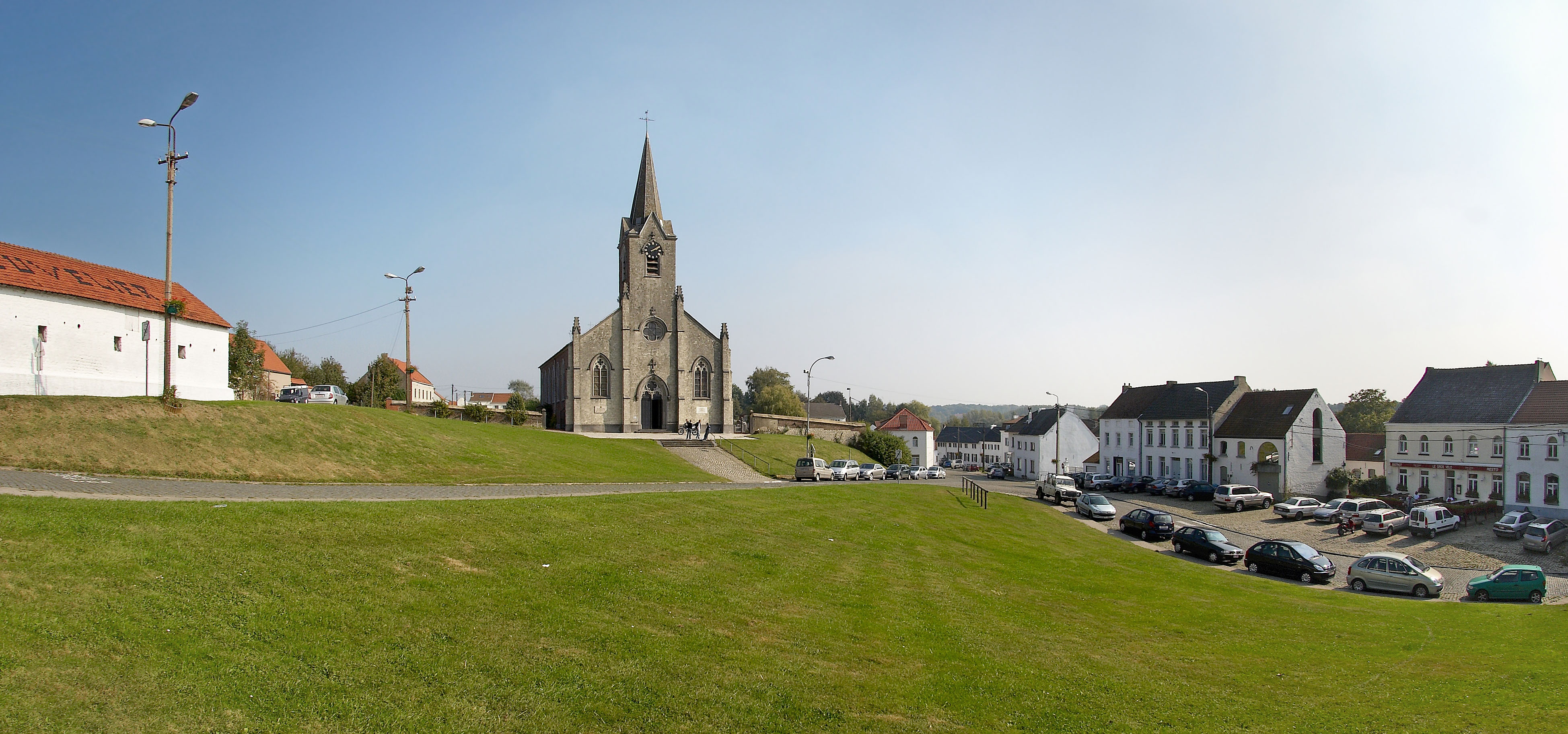
Igreja Santa Catarina, em Plancenoit

Plancenoit (em valão, Planchenois) é uma vila no município de Lasne, Brabante Valão, na Bélgica. A Vila era um ponto chave estratégico caindo sobre a Batalha de Waterloo, uma vez que foi o principal ponto focal de flanco de ataque dos prussianos contra o exército de Napoleão Bonaparte.
Em junho de cada ano, a cidade é palco de uma encenação anual da batalha. Um monumento na aldeia comemora as tropas prussianas que morreram na batalha.